# Viêm diện xương-sụn bóc tách
Viêm diện xương-sụn bóc tách hay viêm vỡ xương rách sụn là một bệnh lý khớp khi đó các đường nứt gãy hình thành trên sụn khớp và xương dưới sụn bên dưới nó. Viêm bóc tách xương-sụn thường gây sưng và đau khớp do nó gây kẹt và khóa khớp khi cử động. Thăm khám lâm sàng thường thấy dấu hiệu của tràn dịch, ấn đau, và tiếng lạo xạo khi vận động khớp.
Viêm diện xương-sụn bóc tách xảy ra do vùng xương dưới sụn bị thiếu máu. Sự thiếu dòng máu lưu thông làm xương dưới sụn chết dần trong một quá trình gọi là hoại tử vô mạch. Xương sau đó sẽ được cơ thể tái hấp thu, còn lại phần sụn mà nó không nâng đỡ nữa lúc này dễ dàng bị thương tổn. Kết quả xảy ra là sụn rách và xương vỡ thành từng mảnh, những mảnh sụn xương vỡ rách này di động tự do trong không gian khớp dẫn đến đau và tổn thương khớp ngày càng nặng. Viêm vỡ xương rách sụn có thể khó chẩn đoán do các triệu chứng của nó trùng lấp với nhiều bệnh khác. Tuy nhiên, bệnh này có thể được xác định bằng cách rà soát phim chụp x-quang, chụp cắt lớp vi tính (CT) hay chụp cộng hưởng từ (MRI).
Điều trị không phẫu thuật thường không được chỉ định do khả năng khớp tự lành rất hạn chế. Do đó, ngay cả các trường hợp bệnh tiên lượng vừa cũng cần mổ. Khi có thể, các cách xử trí không phẫu thuật có thể được dùng gồm hạn chế chịu lực có kiểm soát hoặc không chống chịu lực và bất động. Điều trị phẫu thuật gồm khoan nội soi vùng diện xương-sụn khi còn chưa vỡ rách, cố định khi có tổn thương rách lá sụn bằng đinh hay vít, khoan và thay nút sụn, ghép tế bào gốc, và thay khớp. Phục hồi chức năng sau mổ thương là một quy trình hai bước bất động (nằm) và vật lý trị liệu. Đa số các chương trình phục hồi chức năng phối hợp các phương pháp bảo vệ khớp với tập sức cơ và biên độ vận động. Trong giai đoạn bất động, các bài tập giữ, như nâng thẳng chân (khớp gối được bất động), thường được dùng để phục hồi cơ bị mất mà không ảnh hưởng đến sụn trong khớp bị thương tổn. Sau giai đoạn này, trị liệu thể chất gồm cử động thụ động liên tục và/hoặc các hoạt động ít sang chấn, như đi bộ hay bơi lội.
Mặc dù viêm diện xương-sụn bóc tách có thể có ở bất kỳ khớp nào, khớp gối thường hay mắc phải nhất, chiếm đến 75% tổng số trường hợp mắc bệnh.